# Auf’m Hagen (Wuppertal)
Auf’m Hagen ist eine Hofschaft im Norden der bergischen Großstadt Wuppertal.

## Lage und Beschreibung
Die Hofschaft liegt im Süden des Wohnquartiers Dönberg im Stadtbezirk Uellendahl-Katernberg auf einer Höhe von 256 m ü. NHN an der Kreuzung Westfalenweg / Dönberger Straße.
Benachbarte Orte sind neben Dönberg die Höfe und Ortslagen Bergmannshaus, Gemeinde, Pastorat, Wordenberg, Hagebeck, Hohenhagen, Langenbruch, In der Sonne, Dauka und Goldene Kothen. Der Bach Hagerbeck, ein rechtes Nebengewässer des Hager Baches und wird bei Auf’m Hagen zu einem großen Teich gestaut. Die Hagerbeck mit ihren Nebengewässern und auch der Teich sind Teil des Naturschutzgebietes In der Hagerbeck.

## Etymologie und Geschichte
In der lokalen Mundart wurde der Ort auch als Om Hagen bezeichnet.
Im 19. Jahrhundert gehörte Auf’m Hagen zu den Außenortschaften der Bauerschaft und der Kirchengemeinde Dönberg in der Bürgermeisterei Hardenberg, die 1935 in Neviges umbenannt wurde. Damit gehörte es von 1816 bis 1861 zum Kreis Elberfeld und ab 1861 zum alten Kreis Mettmann.
Der Ort ist auf der Topographischen Aufnahme der Rheinlande von 1824 nicht eingezeichnet. Auf der Preußischen Uraufnahme von 1843 ist der Ort als unbeschriftet eingezeichnet, auf dem Wuppertaler Stadtplan von 1930 als Hagen.
Im Gemeindelexikon für die Provinz Rheinland von 1888 werden ein Wohnhaus mit sieben Einwohnern angegeben.
Südlich von Auf’m Hagen verlief ein Kohlenweg von Sprockhövel nach Elberfeld, auf dem im ausgehenden 18. Jahrhundert und in der ersten Hälfte des 19. Jahrhunderts Steinkohle von den Zechen im südlichen Ruhrgebiet zu den Fabriken im Wuppertal transportiert wurde, das in dieser Zeit das industrielle Herz der Region war. Von dem Kohlenweg ist bei Auf’m Hagen ein Hohlweg im Gelände erhalten.
Im Ort befand sich das Ausflugslokal Haus Funccius. In dem Teich konnte die Gäste baden und ihn mit Gondeln befahren.
Mit der Kommunalreform von 1929 wurde der südliche Teil Dönbergs von Neviges abgespalten und mit weiteren, außerhalb von Dönberg liegenden Nevigeser Ortschaften in die neu gegründete Stadt Wuppertal eingemeindet, so auch Auf’m Hagen. Nördlich von Auf’m Hagen verlief bis 1975 die Stadtgrenze zwischen Wuppertal und Neviges, südlich davon bis 1929 die von Neviges zu Elberfeld und östlich die zu Barmen. Durch die nordrhein-westfälische Gebietsreform kam Neviges mit Beginn des Jahres 1975 zur Stadt Velbert und restliche Dönberg wurde ebenfalls in Wuppertal eingemeindet. Dadurch verlor Auf’m Hagen seine Grenzlage.